# Старая Герцеговина
Черногорская Герцегови́на (черног. Црногорска Херцеговина), также известная как Старая Герцеговина (черног. Стара Херцеговина) — земли Черногории, входившие в состав Герцеговины в XV—XIX веках.
В XV веке вместе с Верхней Зетой входила во владения герцога Стефана Косача, от которого произошло наименование Герцеговины. До 1878 года вместе с остальной Герцеговиной входила в состав Боснийского пашалыка. Восточные земли Герцеговины вошли в состав Черногории в три этапа: в 1860 году, по решению Берлинского конгресса, в 1878 году и по итогам Второй Балканской войны в 1913 году.
Крупнейший город — Никшич. Население области составляют, в основном, сербы и черногорцы, исповедующие православие и говорящие на екавском наречии сербского языка.